# Akula (lớp tàu ngầm)
Tầu ngầm tấn công chạy bằng năng lượng hạt nhân lớp Akula, tên định danh của Liên Xô là Project 971 Shchuka-B (tiếng Nga: Щука-Б, n.đ. 'Pike-B', tên định danh của NATO là Akula) là tàu ngầm tấn công năng lượng hạt nhân thế hệ thứ Tư đầu tiên được Hải quân Liên Xô triển khai vào năm 1986. Có bảy tầu ngầm lớp Akula I (project 971) được đưa vào trang bị từ năm 1984 đến năm 1990, sáu chiếc thuộc Project 971Is (Phiên bản cải tiến của tàu ngầm lớp Akula I), được đưa vào trang bị từ năm 1991 đến 2009, một tàu ngầm thuộc Project 971U (Akula II) đưa vào trang bị năm 1995 và một tàu Project 971M (Akula III) được đưa vào trang bị năm 2001. Hải quân Nga đặt tên gọi cho tất cả các phiên bản này là Shchuka-B, mà không phân biệt giữa các phiên bản.
Ở đây có thể dễ bị nhầm lẫn do cái tên Akula (tiếng Nga: Акула, nghĩa là cá mập trong tiếng Nga được sử dụng bởi một lớp tàu ngầm khác của Liên Xô là Project 941, với cái tên ở phương Tây là tàu ngầm lớp Typhoon. Project 971 được Liên Xô đặt tên là Shchuka-B nhưng ở các nước phương Tây người ta gọi nó là Akula theo tên của chiếc tàu ngầm đầu tiên thuộc lớp tàu này, chiếc K-284.
Theo như trang phân tích Norman Polmar, việc chiếc tàu ngầm Shchuka-B ra đời vào năm 1985 đã gây shock cho các nước phương Tây, khi giới tình báo phương Tây cho rằng Liên Xô không thể chế tạo được một chiếc tàu ngầm như vậy trong vòng mười năm.

## Thiết kế
Tàu ngầm Project 971 Shchuka-B sử dụng thiết kế thân kép với vỏ chịu áp lực bên trong và vỏ nhẹ hơn bên ngoài. Điều này giúp cho việc thiết kế hình dáng khoang bên trong con tàu được dễ dàng hơn, cụ thể là tàu ngầm có nhiều không gian để nổi hơn tàu ngầm của phương Tây.
Tàu ngầm có một cái bướu tròn phía đuôi để chứa sonar dạng kéo phía sau tàu. Phần lớn các tàu ngầm Project 971 Shchuka-B có hệ thống phát hiện thuỷ âm (tiếng Nga: Система обнаружения кильватерного следа) (SOKS), có khả năng phát hiện sự thay đổi của nhiệt độ nước và độ mặn của nước biển.
Akulas (bao gồm Nerpa) được trang bị bốn ống phóng ngư lôi cỡ 533 mm sử dụng ngư lôi Type 53 hoặc tên lửa chống ngầm RPK-2, RPK-6, và bốn ống phóng lôi cỡ 650 mm sử dụng ngư lôi Type 65 hoặc tên lửa chống ngầm RPK-7. Các ống phóng lôi được thiết kế với hai hàng mỗi hàng bốn ống phóng. Các ống phóng ngư lôi phụ được gắn bên ngoài vỏ áp lực theo một hàng ngang, phía trên các ống phóng ngư lôi chính, và chỉ có thể nạp ngư lôi cho các ống phóng này tại cảng hoặc với sự trợ giúp của Tàu tiếp liệu tàu ngầm.  phóng ngư lôi 650 mm có thể sử dụng chung ngư lôi cỡ 533 mm. Tàu ngầm cũng có khả năng sử dụng ống phóng ngư lôi để rải thuỷ lôi.

## Các phiên bản
Các thông tin về tàu ngầm lớp Akula không được Nga công bố, nhưng một số thông tin có thể tìm thấy trên các nguồn khác nhau.

### Project 971 (Akula I)
Trong số bảy tầu ngầm Project 971 chỉ còn 3 chiếc được biết đến là vẫn còn hoạt động. Những tàu ngầm này được trang bị hệ thống định vị thuỷ âm MGK-540 Skat-3 (tên ký hiệu NATO Shark Gill). Tàu đầu tiên của lớp tàu ngầm này là K-284 Akula (Hạm đội Thái Bình Dương) nó bị loại biên từ năm 2001, để tiết kiệm ngân sách cho Hải quân Nga. K-322 Kashalot và K-480 Bars [Ak Bars] được đưa vào dự trữ. K-480 Bars được đưa vào dự trữ từ năm 1998, và bị tháo dỡ vào tháng Hai năm 2010. Chiếc tàu thứ tư Pantera được đưa trở lại hoạt động vào tháng Một năm 2008 sau khi trải qua đại tu. Tất cả các tàu ngầm thuộc lớp Project 971 đều được tái trang bị với cảm biến thuỷ động SOKS. Các tàu ngầm được chế tạo trước K-391 Bratsk có lò phản ứng tương tự như lớp tàu ngầm SSBN Typhoon. Kể từ tàu ngầm Bratsk trở đi được lắp lò phản ứng tương tự như trên tàu ngầm Oscar II (Tàu ngầm lớp Typhoon, Akula và Oscar đều sử dụng lò phản ứng OK-650).

### Project 971 và 971I (Phiên bản nâng cấp từAkula I)
Có sáu chiếc thuộc Project 971 và 971I được chế tạo và vẫn đang hoạt động. Chúng hoạt động yên lặng hơn lớp Akula nguyên mẫu. Có nguồn tin cho rằng việc chế tạo hai lớp tàu này vẫn đang được tiếp tục, với hai chiếc nữa sẽ được đóng theo kế hoạch.
Các tàu ngầm thuộc lớp này bao gồm: K-328 Leopard, K-461 Volk, K-154 Tigr, K-419 Kuzbass, K-295 Samara và K-152 Nerpa. Những tàu ngầm này cũng được trang bị cảm biến thuỷ động SOKS trừ tàu ngầm Leopard.

### Project 971U (Akula II)
K-157 Vepr là chiếc tàu ngầm duy nhất thuộc Project 971U được hoàn thiện. Akula II có chiều dài dài hơn 3 mét (9,8 ft) và lượng giãn nước khi chìm lớn hơn 700 tấn so với Akula I. Tàu ngầm K-157 Vepr là tàu ngầm đầu tiên của Nga có độ ồn thuỷ âm bé hơn tàu ngầm tấn công tương đương của Hải quân Mỹ là tàu ngầm tấn công lớp Los Angeles (SSN 751 và các tàu sau nó). Hai chiếc thuộc lớp này đã được sử dụng để chế tạo một chiếc tàu ngầm lớp Borei.

### Project 971M (Akula III)
Tàu ngầm K-335 Gepard là chiếc thứ 14 của lớp tàu ngầm Shchuka-B được hoàn thiện và cũng là chiếc duy nhất thuộc phiên bản Project 971M được chế tạo cho Hải quân Nga. Đây cũng là tàu ngầm đầu tiên được đưa vào trang bị cho Hải quân Nga sau hoạ chìm tàu ngầm Kursk, lễ bàn giao của tàu ngầm diễn ra rất long trọng với Tổng thống Nga Vladimir Putin tham dự. Không có tên định danh của NATO dành cho phiên bản tàu ngầm Akula III. Phiên bản này dài hơn và có lượng dãn nước lớn hơn phiên bản Akula II, có thân tàu rộng hơn và có sonar kéo theo dạng khác với các phiên bản khác. Phiên bản này cũng áp dụng nhiều hơn nữa các biện pháp để làm giảm tiếng ồn. Tàu ngầm K-335 Gepard do đó là tàu ngầm tiên tiến nhất của Hải quân Nga trước khi tàu ngầm Severodvinsk và tàu ngầm lớp Borei được đưa vào hoạt động.
Những bước tiến công nghệ cải thiện tiếng ồn thuỷ âm của tàu ngầm Nga đã gây ra những sự chú ý đáng kể của các nước Phương Tây, với việc mức bộc lộ tiềng ồn thấp luôn là điểm mạnh của tàu ngầm Mỹ so với các tàu ngầm của Liên Xô cũ.
Năm 1983–1984 công ty Toshiba của Nhật đã bán máy phay chín chục cùng thiết bị điều khiển cho Liên Xô, vốn được phát triển bởi công ty Na Uy là Kongsberg Vaapenfabrik. Hải quân Hoa Kỳ và Quốc hội Hoa Kỳ đã đưa ra phát ngôn rằng những công nghệ mà Nhật bán cho Liên Xô đã giúp người Nga có khả năng chế tạo tàu ngầm với chân vịt chính xác và yên tĩnh hơn.
Sau khi Liên Xô tan rã vào năm 1991, việc chế tạo tàu ngầm Akula đã bị chậm lại.

## Lịch sử hoạt động
Từ tháng 12 năm 1995 đến tháng 2 năm 1996, tàu ngầm Volk đã được triển khai đến biển Địa trung hải cùng với tàu sân bay Kuznetsov, tại đây nó đã theo dõi hoạt động của tàu ngầm NATO. Chỉ huy của tàu là thuyền trưởng đại tá hạng nhất S. V. Spravtsev.
Từ tháng Tư đến tháng Sáu năm 1996, tàu ngầm Tigr đã theo dõi hành trình của tàu ngầm mang tên lửa đạn đạo SSBN lớp Ohio của Hải quân Mỹ. Ngày 23 tháng Bảy năm 1996, chỉ huy của con tàu là Thuyền trưởng cấp 1 Alexey Burilichev, đã được trao tặng danh hiệu anh hùng Liên Xô.
Tháng Tám năm 2009, các phương tiện truyền thông đưa tin hai tàu ngầm lớp Akula đã tuần tra ngoài khơi bờ biển phía Đông của Hoa Kỳ, với một chiếc trong số đó được nhận diện là thuộc Project 971 Shchuka-B. Các nguồn tin của quân đội Mỹ lưu ý rằng đây là lần đầu tiên tàu ngầm Nga quay trở lại bờ biển phía Đông Hoa Kỳ kể từ sau Chiến tranh Lạnh, gây ra mối quan ngại từ quân đội Mỹ. Bộ chỉ huy khu vực Bắc Mỹ đã xác nhận thông tin này. Một trong hai tàu ngầm dường như là tàu ngầm Gepard đã hoàn thành một hải trình tuần tra dài ngày từ tháng Sáu đến tháng Chín cùng năm dưới sự chỉ huy của Thuyền trưởng Alexey Vyacheslavovich Dmitrov, người cũng đã được tặng thưởng Huân chương anh hùng Liên Bang Nga vào ngày 15/2/2012 do những hành động dũng cảm trong lúc chỉ huy con tàu. Chiếc tàu còn lại có thể là chiếc Tigr dưới quyền chỉ huy của Thuyền trưởng E. A. Petrov, có lịch trình tuần tra vào khoảng giữa tháng Ba và tháng Mười Một năm 2009. Dường như không có tàu ngầm nào khác thuộc Project 971 cũng tuần tra vào thời điểm đó tại khu vực biển Đại Tây Dương. Chiếc Pantera đã neo đậu tại cảng Severemorsk trong suốt mùa hè, trong khi Vepr, Leopard và Volk không được báo cáo có bất kỳ hoạt động nào trong năm đó (1-3 tàu ngầm thuộc lớp Akula của Hạm đội Phương Bắc thường xuyên được triển khai vào bất kỳ thời điểm nào).
Tháng Tám năm 2012, các kênh thông tin đưa ra tin tức rằng một tàu ngầm lớp Akula khác đã hoạt động tại Vịnh Mexico mà không hề bị phát hiện trong hơn một tháng. Nhiều khả năng đây là tàu ngầm Tigr, thuyền trưởng chỉ huy là Pavel Bulgakov. Anh đã được nhận Huân chương lòng dũng cảm vào ngày 22 tháng Hai năm 2013.

## Units
| #     | Name              | Project | Builders      | Laid down         | Launched          | Commissioned     | Fleet          | Status |
| ----- | ----------------- | ------- | ------------- | ----------------- | ----------------- | ---------------- | -------------- | --- |
| K-284 | Akula             | 971     | Amur Shipyard | 11 November 1983  | 27 June 1984      | 30 December 1984 | Pacific Fleet  | Loại biên năm 2001 |
| K-480 | Ak Bars           | 971     | Sevmash       | 22 February 1985  | 16 April 1988     | 29 December 1988 | Northern Fleet | Loại biên năm 2002, tháo dỡ từ năm 2010 nhưng thân tàu được tận dụng để chế tạo tàu ngầm mang tên lửa xuyên lục địa Vladimir Monomakh. |
| K-263 | Barnaul           | 971     | Amur Shipyard | 9 May 1985        | 28 May 1986       | 30 December 1987 | Pacific Fleet  | Loại biên năm 2011 |
| K-322 | Kashalot          | 971     | Amur Shipyard | 5 September 1986  | 18 July 1987      | 30 December 1988 | Pacific Fleet  | Loại biên 9/10/2019. |
| K-317 | Pantera           | 971     | Sevmash       | 6 November 1986   | 21 May 1990       | 27 December 1990 | Northern Fleet | Vẫn hoạt động, đã được tân trang và sửa chữa xong vào năm 2007.                                                                        |
| K-461 | Volk              | 971     | Sevmash       | 14 November 1987  | 11 June 1991      | 29 December 1991 | Northern Fleet | Hoàn thành sửa chữa vào năm 2023. |
| K-391 | Bratsk            | 971     | Amur Shipyard | 23 February 1988  | 14 April 1989     | 29 December 1989 | Pacific Fleet  | Loại biên từ năm 2022, chờ tháo dỡ. |
| K-328 | Leopard           | 971     | Sevmash       | 26 October 1988   | 28 June 1992      | 30 December 1992 | Northern Fleet | Hoàn tất việc sửa chữa và tân trang trong nửa cuối năm 2021; bắt đầu thử nghiệm trên biển từ năm 2022                                  |
| K-154 | Tigr              | 971     | Sevmash       | 10 September 1989 | 26 June 1993      | 29 December 1993 | Northern Fleet | Việc tân trang hoàn thiện vào năm 2022.                                                                                                |
| K-331 | Magadan           | 971     | Amur Shipyard | 28 December 1989  | 23 June 1990      | 23 December 1990 | Pacific Fleet  | Được tân trang và sửa chữa từ tháng 7 năm 2019 đến năm 2022.                                                                           |
| K-157 | Vepr              | 971U    | Sevmash       | 13 July 1990      | 10 December 1994  | 25 November 1995 | Northern Fleet | Vẫn đang hoạt động, đại tu hoàn tất vào năm 2020.                                                                                      |
| K-xxx |                   | 971M    | Amur Shipyard | 1990              |                   |                  |                | Không hoàn thiện. |
| K-419 | Kuzbass           | 971     | Amur Shipyard | 28 July 1991      | 18 May 1992       | 31 December 1992 | Pacific Fleet  | Đã qua đại tu vào năm 2015. |
| K-335 | Gepard            | 971M    | Sevmash       | 23 September 1991 | 17 September 1999 | 5 December 2001  | Northern Fleet | Đã qua đại tu năm 2015. |
| K-xxx |                   | 971M    | Amur Shipyard | 1991              |                   |                  |                | Không hoàn thiện |
| K-337 | Kuguar            | 971U    | Sevmash       | 18 August 1992    |                   |                  |                | Không hoàn thiện, thân tàu được sử dụng để đóng tàu ngầm SSBN Yury Dolgorukiy.                                                         |
| K-333 | Rys               | 971U    | Sevmash       | 31 August 1993    |                   |                  |                | Không hoàn thiện, thân tàu được sử dụng để chế tạo tàu ngầm SSBN Alexander Nevsky.                                                     |
| K-295 | Samara            | 971     | Amur Shipyard | 7 November 1993   | 5 August 1994     | 17 July 1995     | Pacific Fleet  | Hiện đại hóa hoàn tất vào năm 2023. |
| K-152 | Nerpa (ex-Chakra) | 971I    | Amur Shipyard | 1993              | 26 July 2006      | 28 December 2009 |                | Cho Ấn Độ thuê, đã trở lại Nga vào năm 2022.                                                                                           |
| K-519 | Iribis            | 971I    | Amur Shipyard | 1994              |                   |                  |                | Có khả năng sẽ được bàn giao cho Hải quân Ấn Độ.                                                                                       |

## Sự cốNerpanăm 2008
Ngày 27 tháng Mười năm 2008, có báo cáo rằng tàu ngầm K-152 Nerpa thuộc Hạm đội Thái Bình Dương đang trong quá trình thử nghiệm trên biển tại khu vực biển Nhật Bản trước khi được bàn giao lại cho Hải quân Ấn Độ. Vào ngày mùng 8 tháng 11 năm 2008, trong khi thực hiện một cuộc thử nghiệm, một tai nạn đã xảy ra đối với hệ thống chống cháy bằng khí Halon ở khu vực phía trước của tàu ngầm. Chỉ trong vòng vài giây, khí helon đã chiếm toàn bộ không gian của không khí trên tàu. Kết quả là đã có 20 người gồm 17 chuyên gia và 3 thủy thủ thiệt mạng. Hàng chục người khác bị tổn thương do hít phải khí freon và được di tản đến một cảng không rõ vị trí tại Primorsky Krai. Đây là thảm kịch tồi tệ nhất đối với Hải quân Nga kể từ sau khi tàu ngầm Kursk chìm vào năm 2000. Tàu ngầm Nerpa không bị tổn hại quá nhiều và chất phóng xạ không bị rò rỉ.

## Bán cho Ấn Độ

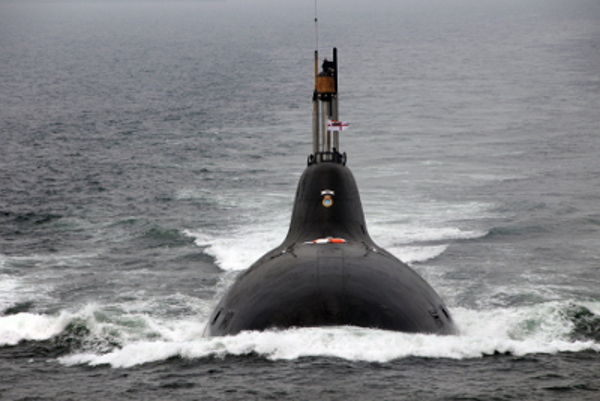
Chakra in the open sea, flying colours of the Indian Navy

Ba trăm sĩ quan và thủy thủ người Ấn Độ đã được đào tạo tại Nga để vận hành tàu ngầm lớp Akula II Nerpa. Ấn Độ thỏa thuận thuê tàu ngầm của Nga với điều khoản về việc mua lại tàu ngầm. Chiếc tàu được đổi tên thành INS Chakra. Chakra được thông báo bắt đầu triển khai trong Hải quân Ấn Độ vào ngày 4 tháng Tư năm 2012.
Trong khi được biên chế trong Hải quân Nga, tàu ngầm Akula II được trang bị với 28 tên lửa hành trình có khả năng mang đầu đạn hạt nhân với tầm bắn 3.000 km (1.620 nmi; 1.864 mi), phiên bản của Ấn Độ sử dụng tên lửa hành trình Club-S có khả năng mang đầu đạn hạt nhân với tầm bắn 300 km (162 nmi; 186 mi). Theo như Hiệp ước MTCR về mua bán tên lửa, Nga không được phép bán tên lửa với tầm bắn lớn hơn 300 km (162 nmi; 186 mi) cho Hải quân Ấn Độ.
Ngày 7 tháng Ba năm 2019, Ấn Độ và Nga đã ký thỏa thuận trị giá 3 tỉ đô la để cho Ấn Độ mua thêm tàu ngầm tấn công Akula. Con tàu với tên gọi Chakra III sẽ được chuyển giao cho Hải quân Ấn Độ và năm 2025.
Tháng Sáu năm 2021, tàu ngầm Nerpa đã quá cảnh qua Singapore trên đường quay trở về Nga sau thời hạn thuê tàu 10 năm ký từ tháng Tư năm 2012.

## Gallery

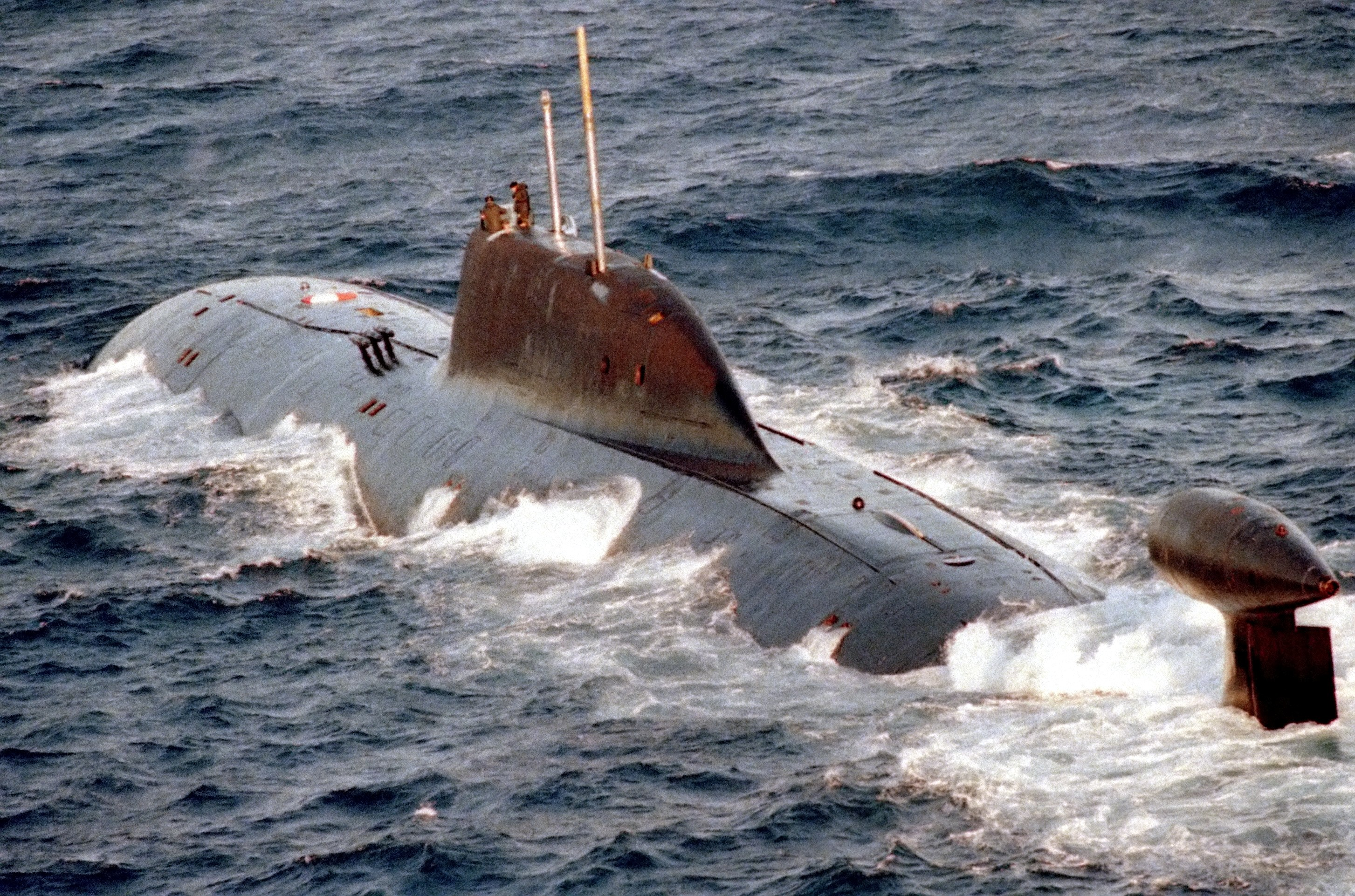
Tàu ngầm K-322 Kashalot
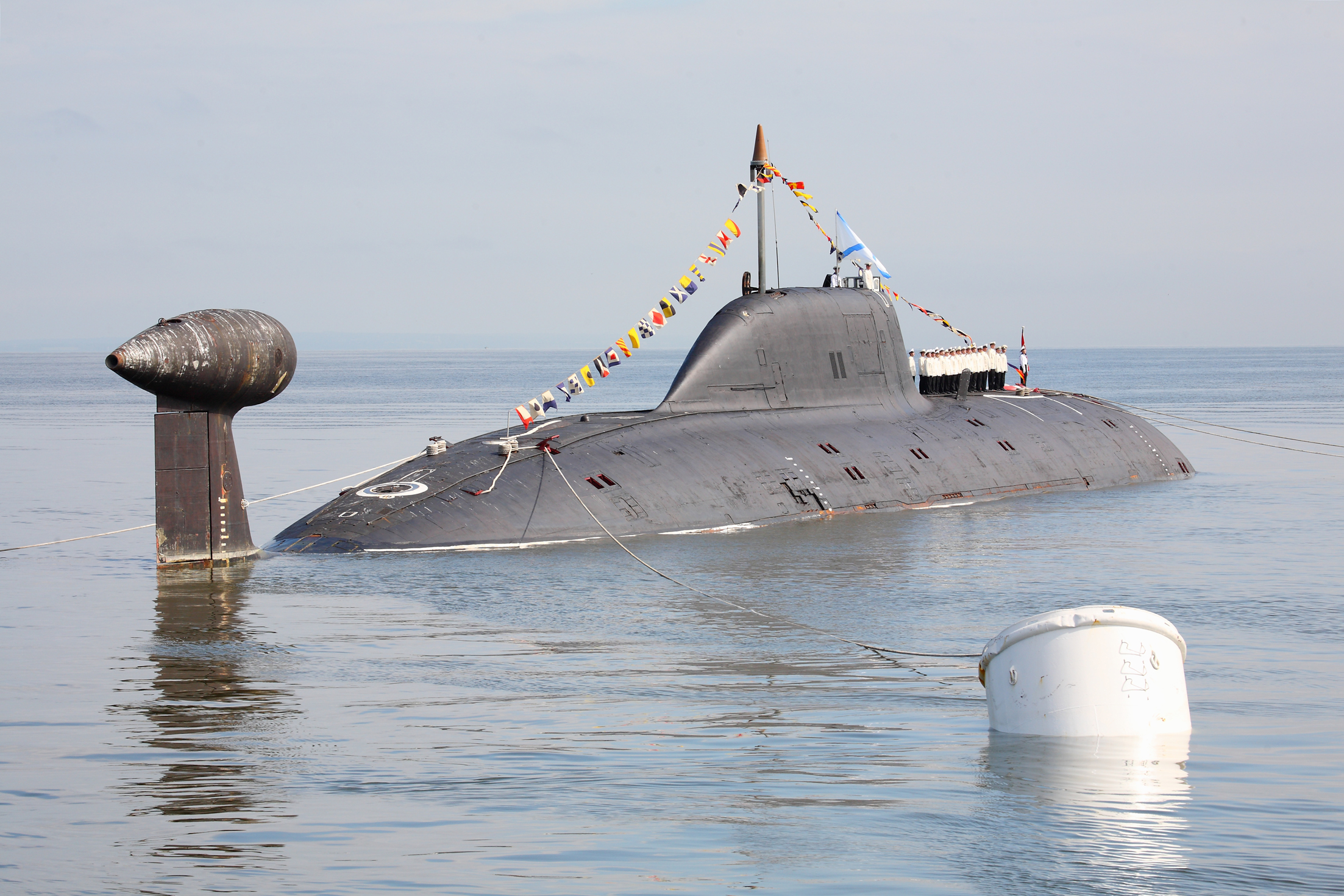
Tàu ngầm Akula trong Ngày Hải quân Nga năm 2009
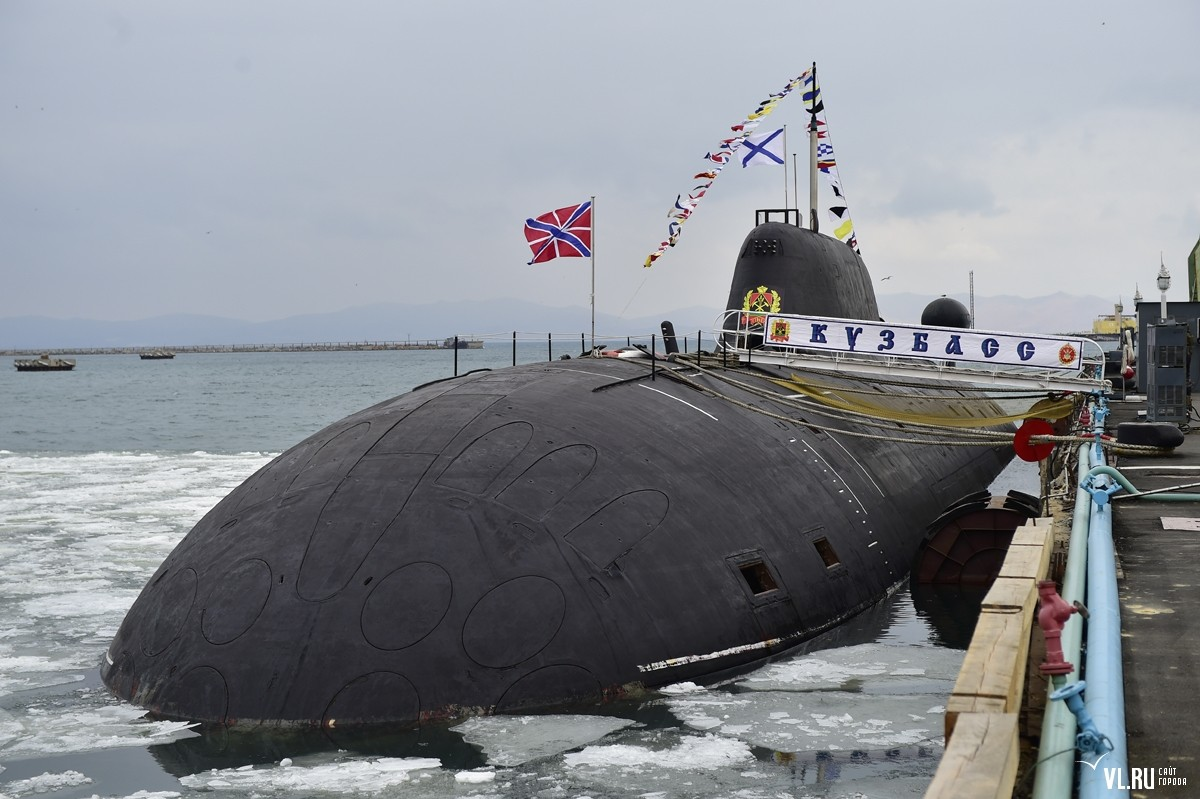
Tàu ngầm K-419 Kuzbass
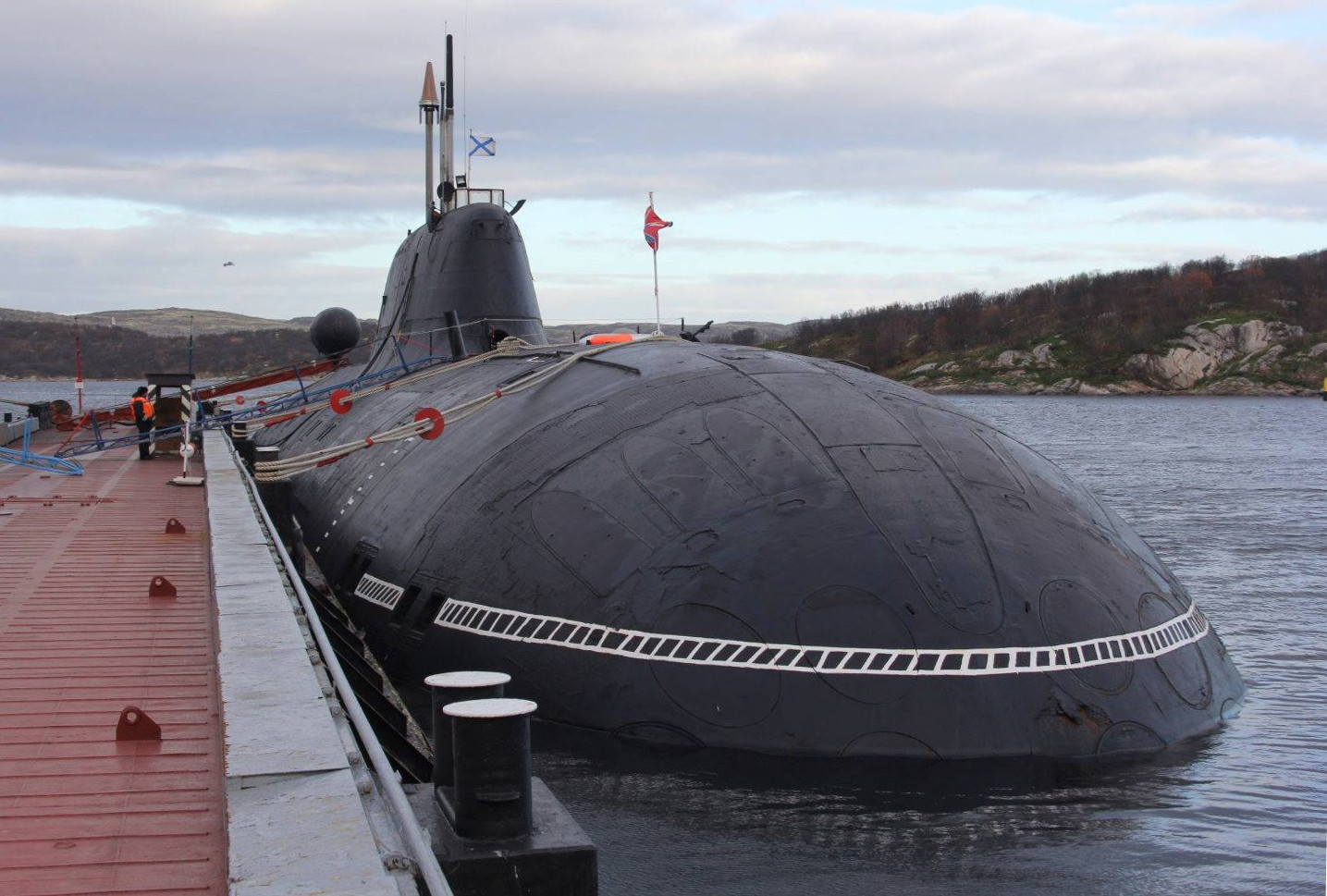
Tàu ngầm K-317 Pantera